# Шидийяк, Ахмед
Ахмед Фарис аш-Шидийяк, (Шидьяк), точнее Ахмад аш-Шидйак  (араб. أحمد فارس الشدياق‎; 1804, Ашкот, Ливан — 1887, Стамбул) — арабский писатель, журналист, популяризатор науки, переводчик.

## Биография
Родился в маронитской семье. В 1828 году окончил духовное училище в Бейруте.
В 1834—1838 годах, перейдя в протестантизм, занимался переводами, в том числе Нового Завета для американского миссионерского издательства на Мальте. Посетив двор тунисского бея, в 1855 году принял ислам.
В близком к авантюрному роману произведении «Книга о жизни и приключениях Фарйака» (1855) автор в духе Рабле описывает свои путешествия по Европе, критикуя социальные отношения и нравы восточного общества.
В 1857 году по приглашению турецкого султана переехал в Стамбул, где основал газету "Аль-Джаваиб". В публицистике под эгидой турецкого султана выступал сторонником панисламизма и резко критиковал египетских националистов. В Стамбуле опубликовал свои филолого-лингвистические труды, издал более 20 памятников средневековой арабской литературы.

## Переводы на русский язык
- Аш-Шидйак Ахмад Фарис. Шаг за шагом вслед за ал-Фарйаком.— М., Наука, 2017 (серия «Литературные памятники»). Перевод с арабского В.Н. Кирпиченко